# Charlton Park
Charlton Park – dzielnica miasta Cheltenham, w Anglii, w Gloucestershire, w dystrykcie Cheltenham. W 2011 roku dzielnica liczyła 4851 mieszkańców.